# Royal Caribbean International
Royal Caribbean International je ameriška ladijska družba, ki operira s potniškimi križarkami po vsem svetu. Royal Caribbean je eno izmed največjih potniških ladijskih družb, kontrolira okrog 17% svetovnega trga. 
Krovno podjetje Royal Caribbean Cruises Ltd. ima poleg Royal Caribbean International v lasti tudi družbe Celebrity Cruises, Azamara Cruises, Pullmantur Cruises in CDF Croisières de France.

## Flota
Družba ima v floti ima 21 ladij, od leta 1991 naprej se vse ladje končajo z oznako "of the Seas".

## Razred Quantum
| Ladja               | Leto izgradnje | Tonaža (GT) | Število potnikov | Področje delovanja    | Domače pristanišče                    | Slika |
| ------------------- | -------------- | ----------- | ---------------- | --------------------- | ------------------------------------- | ----- |
| Quantum of the Seas | 2014           | 168666      | 4905             | Karibi, Bahami, Azija | Bayonne, New Jersey/Šanghaj, Kitajska |       |

## Razred Oasis
| Ladja              | Leto izgradnje | Tonaža (GT) | Število potnikov | Področje delovanja | Domače pristanišče                                                      | Slika |
| ------------------ | -------------- | ----------- | ---------------- | ------------------ | ----------------------------------------------------------------------- | ----- |
| Oasis of the Seas  | 2009           | 225282      | 5400             | Karibi             | Port Everglades, Florida                                                |       |
| Allure of the Seas | 2010           | 225282      | 5400             | Karibi, Evropa     | Port Everglades, Florida & Barcelona; Španija in Civitavecchia, Italija |       |

## Razred Freedom
| Ladja                    | Leto izgradnje | Tonaža (GT) | Število potnikov | Področje delovanja | Domače pristanišče                              | Slika |
| ------------------------ | -------------- | ----------- | ---------------- | ------------------ | ----------------------------------------------- | ----- |
| Freedom of the Seas      | 2006           | 154407      | 3634             | Karibi             | Port Canaveral                                  |       |
| Liberty of the Seas      | 2007           | 154407      | 3634             | Evropa, Karibi     | Port Everglades & Barcelona                     |       |
| Independence of the Seas | 2008           | 154407      | 3634             | Evropa, Karibi     | Southampton, Anglija & Port Everglades, Florida |       |

## Razred Radiance
| Ladja                  | Leto izgradnje | Tonaža (GT) | Število potnikov | Področje delovanja                         | Domače pristanišče                                            | Slika |
| ---------------------- | -------------- | ----------- | ---------------- | ------------------------------------------ | ------------------------------------------------------------- | ----- |
| Radiance of the Seas   | 2001           | 90090       | 2143             | Alaska, Avstralija/Nova Zelandija/Oceanija | Vancouver/Anchorage & Sydney                                  |       |
| Brilliance of the Seas | 2002           | 90090       | 2112             | Evropa, Karibi, Kanada                     | Tampa; Boston; & Harwich                                      |       |
| Serenade of the Seas   | 2003           | 90090       | 2110             | Bahami, Karibi, Mediteran, Severno morje   | New Orleans; Barcelona; Civitavecchia; & Stockholm/Copenhagen |       |
| Jewel of the Seas      | 2004           | 90090       | 2112             | Karibi, ALalska                            | San Juan & Seattle                                            |       |

## Razred Voyager
| Ladja                 | Leto izgradnje | Tonaža (GT) | Število potnikov | Področje delovanja        | Domače pristanišče                     | Slika |
| --------------------- | -------------- | ----------- | ---------------- | ------------------------- | -------------------------------------- | ----- |
| Voyager of the Seas   | 1999           | 137276      | 3114             | Azija, Avstralija         | Hong Kong; Sydney                      |       |
| Explorer of the Seas  | 2000           | 137308      | 3114             | Karibi, Bermuda, Bahami   | Bayonne & Port Canaveral               |       |
| Adventure of the Seas | 2001           | 137276      | 3114             | Karibi, Mediteran, Evropa | Southampton San Juan; & Port Canaveral |       |
| Navigator of the Seas | 2002           | 138279      | 3114             | Karibi                    | Galveston                              |       |
| Mariner of the Seas   | 2003           | 138279      | 3114             | Azija                     | Singapur & Šanghaj                     |       |

## Razred Vision
| Ladja                   | Leto izgradnje | Tonaža (GT) | Število potnikov | Področje delovanja                                        | Domače pristanišče                                                  | Slika |
| ----------------------- | -------------- | ----------- | ---------------- | --------------------------------------------------------- | ------------------------------------------------------------------- | ----- |
| Legend of the Seas      | 1995           | 69130       | 1804             | Evropa, Karibi, Kanada                                    | Copenhagen; Stockholm; Oslo/Hamburg; Quebec City; & Port Everglades |       |
| Splendour of the Seas   | 1996           | 69130       | 1804             | Evropa, Brazilija                                         | Benetke & São Paulo                                                 |       |
| Grandeur of the Seas    | 1996           | 73817       | 1950             | Karibi, Bermuda, Kanada                                   | Baltimore                                                           |       |
| Rhapsody of the Seas    | 1997           | 78491       | 1998             | Avstralija, Nova Zeladnija, Mediteran, Alaska, Črno morje | Seattle; Sydney; Istanbul; & Civitavecchia                          |       |
| Enchantment of the Seas | 1997           | 82910       | 2252             | Bahami                                                    | Port Canaveral                                                      |       |
| Vision of the Seas      | 1998           | 78340       | 2000<            | Southern/Western Caribbean, Bermuda                       | Colon, Panama; Port Everglades, FL; & Tampa, FL                     |       |

## Razred Sovereign
| Ladja               | Leto izgradnje | Tonaža (GT) | Število potnikov | Področje delovanja | Domače pristanišče | Slika |
| ------------------- | -------------- | ----------- | ---------------- | ------------------ | ------------------ | ----- |
| Majesty of the Seas | 1992           | 74007       | 2350             | Bahami]            | Miami              |       |

## Bodoče ladje
| Ladja               | Razred  | Predviden datum izgradnje | Status                  | Število potnikov | Tonaža (GT) | Domače pristanišče     | Opombe                                | Slika |
| ------------------- | ------- | ------------------------- | ----------------------- | ---------------- | ----------- | ---------------------- | ------------------------------------- | ----- |
| Anthem of the Seas  | Quantum | Pomlad 2015               | Splovljena 21. feb 2015 | 4180             | 167800      | Southampton in Bayonne | Sestrska ladja od Quantum of the Seas |       |
| Ovation of the Seas | Quantum | Pomlad 2016               | [ 9 ]                   | 4180             | 167800      |                        |                                       |       |
| Harmony of the Seas | Oasis ] | April 2016                |                         | 6360             | 227700      | TBA                    |                                       |       |
| TBA                 | Oasis   | 2018                      | [ 16 ]                  | TBA              | TBA         | TBA                    |                                       |       |